# 佐佐木更三
佐佐木更三（1900年5月25日—1985年12月24日）是一名日本政治人物，曾經擔任日本社會黨（社會民主黨的前身）副委員長和委員長。
出身於宮城縣的農民之家，24歲起先後到仙台市和東京都從事勞力工作，後來入讀日本大學専門部政治科。1928年他在任職的汽車公司帶領罷工，自此積極參與勞工運動和農民運動。1947年起當選宮城縣第1區的議員，直到1976年。
他在中華人民共和國享有很高的知名度，皆因1964年7月10日，毛澤東接見佐佐木更三、黑田壽男、細迫兼光為首的社會黨訪華代表團時，曾經表示“我曾经跟日本朋友谈过。他们说，很对不起，日本皇军侵略了中国。我说：不！没有你们皇军侵略大半个中国，中国人民就不能团结起来对付你们，中国共产党就夺取不了政权。所以，日本皇军对我们是一个很好的教员，也是你们的教员。”